# FBC Melgar
A Melgar Peru egyik legnagyobb múltú labdarúgócsapata. A piros–fekete színekkel rendelkező együttes otthona Arequipa megye székhelye, Arequipa, hazai mérkőzéseit az Estadio Monumental del a UNSA stadionban játssza. A csapat eddig kétszer, 1981-ben és 2015-ben nyerte meg a perui bajnokságot.

## Története
A csapat 1915. március 25-én alakult meg Juventud Melgar néven néhány fiatal kezdeményezésére, akik az akkor Parque Bolognesinek nevezett (ma Parque Duhamel) nevű parkban szoktak összegyűlni. Az alapítás napján többek között ott volt Lino Linares, Edilberto Gallegos, José Giraldez, Víctor Ballón, Genaro Ortiz, Luis Chacaltana, Ángel García, Ricardo López, Pedro Grados, Domingo Guillén, Fanastino Carpio, Carlos Black, Benjamín Vergaray, Mariano Laguna, Octavio Huerta és Juan de la Vega is. A klub nevét néhány hónap múlva változtatták meg a ma is használt Foot Ball Club Melgarra. Magát a Melgar nevet egyébként a helyi 19. századi költő és függetlenségi harcos, a fiatalon kivégzett Mariano Melgar tiszteletére vették fel.
1964-ben Alberto Ugarte vezetőedzővel megnyerték a városi első osztályú bajnokságot, amelyben többek között olyan nagymúltú klubok is szerepeltek, mint a Pierola és az Aurora. 1966. február 6-án nagy eseményre került sok a Melgar stadionjában: a helyiek a Pelét is soraiban tudó brazil nagy csapat, a Santos ellen játszottak, és 1–1-es döntetlent értek el. Ugyanebben az évben a perui labdarúgó-szövetség meghívta a klubot, hogy vegyen részt az akkor induló első osztályú bajnokságban. Itt első mérkőzésükön máris győzelmet arattak: a Defensor Lima vendégeként sikerült 0–1-re győzniük. A szezon végén a 14 csapatos bajnokságban a nyolcadik helyen végeztek, de az akkori szabályok szerint ez kiesést jelentett számukra.
1971-ben (első helyi csapatként) megnyerték a Copa Perú sorozatot, így visszajutottak az első osztályba, ahonnan azóta sem estek ki. Tíz évvel később megszerezték történetük első bajnoki címét, és részvételi jogot nyertek a Libertadores-kupába is. 1983-ban ismét közel kerültek a győzelemhez, de ezúttal csak a második helyet sikerült megszerezniük egy olyan rájátszásos rendszerű bajnokságban, amelynek rájátszását teljes egészében Limában rendezték, ami a fővárosi csapatoknak kedvezett.
1998-ban az Universitario de Deportesszel azonos pontszámmal végeztek, így egy döntőt kellett volna játszaniuk egymással azért, hogy eldöntsék, melyikük vehet részt a Copa CONMEBOL nevű nemzetközi kupában. Az ellenfél azonban nem állt ki, így döntő nélkül a Melgaré lett a szereplés joga. Itt azonban ecuadori ellenfelük kétszer is 3–1-re legyőzte őket, így hamar kiestek. 2015-ben, amikor éppen alapításuk 100 éves évfordulóját ünnepelték, sikerült megnyerniük a Clausura szezont, majd a döntőben a Sporting Cristal együttesét is legyőzték, így másodszor ünnepelhettek bajnoki címet. Ugyanebben az évben külföldi csapatok ellen is arattak néhány győzelmet: a centenárium tiszteletére rendezett kupán felülmúlták az argentin Vélez Sársfieldet, a Copa Sudamericanán pedig a kolumbiai Junior de Barranquillát is. A következő évben a bajnokságban ezüstéremig jutottak.

## Stadion
A Melgarnak nincs saját stadionja, hazai mérkőzéseiket a város legnagyobb, 60 000 férőhelyes pályáján, az Estadio Monumental de la UNSA-ban játsszák. Építése 1991-ben kezdődött, és két részletben adták át: az első ütemet 1993-ban, a másodikat 1995-ben.